# Lesenovci
Lesenovci (en serbio cirílico : Лесеновци) es un pueblo de Serbia, situado en el municipio de Aleksandrovac, en el distrito de Rasina. En el censo de 2011 contaba con 151 habitantes.

## Demografía
| 1948 | 1953 | 1961 | 1971 | 1981 | 1991 | 2002 | 2011 |
| ---- | ---- | ---- | ---- | ---- | ---- | ---- | ---- |
| 325  | 315  | 331  | 288  | 256  | 209  | 193  | 151  |